# El Real de la Jara
El Real de la Jara este un municipiu în provincia Sevilia, Andaluzia, Spania cu o populație de 1.655 locuitori.
1. ↑  Nomenclátor Geográfico de Municipios y Entidades de Población (20240402 edition)